# Bəsti Bağırova
Bəsti Məsim qızı Bağırova(ur. 10 kwietnia 1906 we wsi Abdullabejkyrd w powiecie jelizawietpolskim w guberni jelizawietpolskim (obecnie w  rejonie Goranboy), zm. 27 lutego 1962) – azerska drużynowa kołchozu i polityk Azerbejdżańskiej SRR.

## Życiorys
Urodziła się w rodzinie chłopskiej. W 1930 przystąpiła do artelu rolniczego im. Woroszyłowa, w 1936 została drużynową kołchozu, zajmowała się uprawą bawełny, stała się jednym z pierwszych stachanowców w Azerbejdżańskiej SRR. Od 1937 należała do WKP(b). W 1953 wybrano ją przewodniczącą kołchozu, którą pozostała do śmierci w 1962; kołchoz otrzymał jej imię. Przyczyniła się do rekordowych zbiorów bawełny w jej kołchozie. Była deputowaną do Rady Najwyższej ZSRR od 1 do 3 kadencji i do Rady Najwyższej Azerbejdżańskiej SRR 4 i 5 kadencji oraz członkiem Prezydium Rady Najwyższej Azerbejdżańskej SRR 5 kadencji i od 1959 członkiem KC Komunistycznej Partii Azerbejdżanu.

## Odznaczenia
- Złoty Medal „Sierp i Młot” Bohatera Pracy Socjalistycznej (dwukrotnie – 19 marca 1947 i 17 czerwca 1950)
- Order Lenina (trzykrotnie - 19 marca 1947, 10 marca 1948 i 17 czerwca 1950)
- Order Czerwonego Sztandaru Pracy (27 stycznia 1936)
- Medal „Za pracowniczą dzielność” (7 marca 1960)
- Złoty Medal Wystawy Osiągnięć Gospodarki Narodowej